# HD180347
HD180347 — хімічно пекулярна зоря спектрального класу A, що має видиму зоряну величину в смузі V приблизно  8,6.
Вона  розташована на відстані близько 518,5 світлових років від Сонця.